# Rita Lecumberri Robles

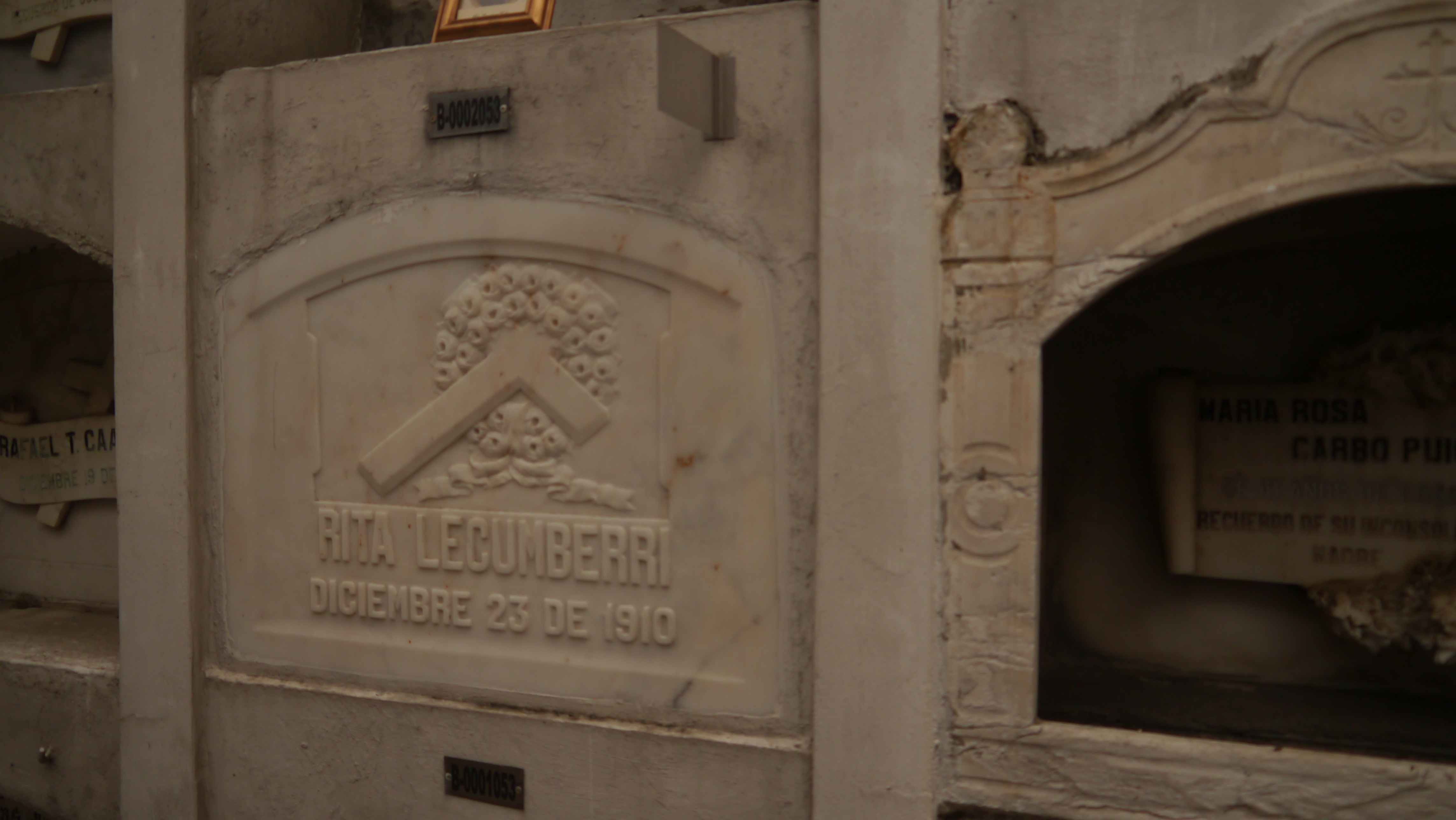
Volta de Rita Lecumberri en el Cementeri General de Guayaquil.

Rita Lecumberri Robles (Guayaquil, 14 de novembre de 1831 - Ibídem, 23 de desembre de 1910) va ser una poeta, escriptora, autodidacta i educadora equatoriana.

## Biografia
Filla de coronel Ignacio Lecumberri i de Juana María Rita Robles i García, qui va ser germana del general Francisco Robles, president de la República de l'Equador de 1856 a 1859. Va ser directora de l'Escola San Alejo, de 1880 a 1882; i la Nueve de Octubre, de 1882 a 1895. Es va enfocar, a més, en l'educació rural, sent directora d'escoles a Yaguachi, especialment una per nenes.
La Convenció Nacional reunida a Guayaquil al 1896 va expedir el dret jubilatori de donya Rita Lecumberri Roures. Però no va voler descansar, ja que va seguir treballant per l'educació de la dona guayaquilenya. El periodista Fernando García Drouet va escriure l'article "Silueta" en què elogiava a Rita Lecumberri per la seva tasca d'educadora i poetessa.
Jubilada al 1903, als 72 anys d'edat, va fundar l'Academia Nocturna de Señoritas. Per no haver-hi un local adequat, va brindar la seva casa del carrer Sucre 917 perquè funcionés allí.

## Obres
Va escriure el joguet còmic en un acte i en vers titulat "La embustera arrepentida" per als alumnes de l'escola 9 de Octubre, quan va exercir el càrrec de directora. Després va publicar més poesies al diari "Guayaquil artístico", a la revista "El hogar cristiano" i a la revista "Olmedo".
Esmenta la investigadora María Luisa Mariscal de Guevara que Rita Lecumberri com a poetessa és exquisida, dolça, tendra, i els seus poemes revelen un temperament tranquil, bondadós i desinteressat.

### Assajos
- Assaigs poètics (1883)[5]

### Poemes
- Abecedari moral.[5]
- Sonet a Olmedo.[8]
- Himne de Col·legi Normal Rita Lecumberri.[5]

## Premis
Va triomfar en el concurs literari que va promoure la Municipalitat de Guayaquil, el 9 d'octubre de 1883.
Va obtenir una Medalla d'Or i diploma d'honor per la Molt Il·lustre Municipalitat de Guayaquil per la seva tasca educativa.

## Defunció
Va morir a Guayaquil, el 23 de desembre de 1910, a l'edat de 79 anys. Els diaris portenys El Telégrafo i "El grito de pueblo" van publicar notes necrològiques. La seva tomba es troba al Cementiri General de Guayaquil.

## Homenatges
En el seu natal Guayaquil, hi ha un col·legi fiscal que porta el seu nom: Col·legi Rita Lecumberri, creat mentre ella vivia sota el nom de "Col·legi Normal" pel llavors president Eloy Alfaro.
Fernando García Drouet va escriure diverses dades de la seva vida, publicats sota el títol de "Silueta".
L'any 2013, el Ministeri d'Educació de l'Equador va decidir denominar amb el seu nom al premi que atorga anualment per guardonar l'excel·lència docent.
Al 2019, el Fons de Cultura Econòmica (FCE) obre una llibreria a Guayaquil anomenada amb el nom de Rita Lecumberri.